# Epicrates maurus
Epicrates maurus (лат.) — вид змей из семейства ложноногих, обитающий в Центральной и Южной Америках.

## Описание
Общая длина достигает 2 м. Голова небольшая, треугольная, морда немного вытянута. Туловище стройное и тонкое. Окраска более-менее однотонная — светло-коричневая или бежевая. На спине слабо заметен темный рисунок. Брюхо гораздо светлее спины.

## Образ жизни
Предпочитает тропические леса, места вблизи водоёмов, кустарниковую растительность. Активна ночью. Питается грызунами, ящерицами, иногда лягушками.

## Размножение
Это живородящая змея. Самка рожает до 15 детёнышей.

## Распространение
Ареал охватывает следующие страны: Никарагуа, Коста-Рика, Панама, Колумбия, Венесуэла, Гайана, Суринам, Гвиана. Иногда встречается на севере Бразилии.